# Givat Hashlosha
Guivat Hashlosha (en hebreo: גִּבְעַת הַשְּׁלֹשָׁה) (en español: colina de los tres) es un kibutz ubicado en el distrito central de Israel, está situado cuatro kilómetros al este de Petaj Tikva, cerca del río Río Yarkon. El kibutz es miembro del movimiento kibutziano, y está bajo la jurisdicción del consejo regional de la Llanura de Sharón. El kibutz lleva el nombre de tres trabajadores de Petaj Tikva, acusados de espionaje durante la Primera Guerra Mundial (Palestina estaba entonces bajo el dominio del Imperio otomano). Los tres acusados fueron enviados a una prisión ubicada en Damasco. Fueron torturados por los militares otomanos y murieron en 1916.

## Historia
El kibutz fue fundado el 1 de mayo de 1925, por un grupo de voluntarios del movimiento juvenil sionista HeHalutz, procedentes de la ciudad de Klosobah, situada en Polonia. Su ubicación inicial se encontraba cerca del cruce entre las calles Arlozorov y Tzahal, en la ciudad de Petaj Tikva. Cerca de la ubicación del kibutz original, había una escuela regional. Dicha escuela se ha convertido en una finca urbana, ubicada en la calle Kaplan, y en un seminario para profesores agrícolas. Actualmente, hay una institución geriátrica perteneciente al municipio de Tel Aviv, que funciona en ese barrio. El kibutz albergaba uno de los mayores comedores sociales existentes en Israel. La construcción del mismo fue dirigida por el judío Aryeh Sharon, el cual planeaba construir otros edificios en el kibutz. En la era anterior a la fundación del Estado de Israel, el kibutz Guivat Hashlosha, fue uno de los kibutz donde se entrenaban los miembros del Palmaj. El kibutz hizo acopio de armas para la milicia armada de la Haganá. Más adelante, el kibutz fue atacado por las fuerzas del Ejército Británico, durante la Operación Ágata. Cuando las personas desplazadas llegaron a Israel, el kibutz acogió a muchos jóvenes que hicieron Aliyá y emigraron a Eretz Israel. En 1952, el terrono sobre el cual estaba ubicado el kibutz se dividió, tal y como se hizo en otros kibutz, a consecuencia de la escisión que aconteció dentro del movimiento kibutziano. En 1953, el kibutz se trasladó a su actual ubicación, y actualmente está situado cerca de sus tierras de cultivo agrícolas. Los miembros del kibutz que se separaron del mismo, después del cisma que tuvo lugar en el seno del movimiento kibutziano, fundaron a su vez un nuevo kibutz, que fue llamado Einat, y que está ubicado cerca de Rosh HaAyin. 
- Datos: Q2497285
- Multimedia: Giv'at HaShlosha / Q2497285